# Wet Bed Gang
Wet Bed Gang é um grupo português de rap, da freguesia de Vialonga. O grupo foi formado em 2014 por João Rossi "La Bella Mafia", Pizzy e por Tiago Ramalho.
O grupo é composto por 4 cantores e rappers portugueses, com os nomes de palco Gson, Zara G, Kroa e Zizzy Jr. O grupo recebeu reconhecimento nacional depois do lançamento da música “Não Tens Visto”, em 2016. Após esse lançamento, ganharam um grande reconhecimento no cenário do hip-hop português, sendo que diversas das suas músicas ganharam milhões de visualizações no YouTube e no Spotify. A sua produção é feita pela Sony Music, WBG Records.
Em agosto de 2019, os Wet Bed Gang atuaram no festival de música MEO Sudoeste. Em 2021, o grupo lançou seu primeiro álbum, Ngana Zambi. Em fevereiro de 2023, o grupo lançou o seu segundo álbum, Gorilleyez, com a participação especial de L7NNON na música "GORILLAZ".

## Membros Atuais
| Nome de palco | Nome             | Data de nascimento               | Função | Canções como artistas principais |
| ------------- | ---------------- | -------------------------------- | ------ | -------------------------------- |
| Gson          | Gerson Costa     | 17 de abril de 1995 (29 anos)    | Cantor | "Voar", "Não Tens Visto","3,14"  |
| Kroa          | Tomás David      | 23 de maio de 1993 (31 anos)     | Cantor | "HotBoyz"                        |
| Zara G        | Lizandro Silva   | 24 de julho de 1997 (27 anos)    | Cantor | "Chaminé", "Não Tens Visto"      |
| Zizzy Jr.     | Pedro Osório Jr. | 14 de dezembro de 1995 (29 anos) | Cantor | "Grillz"                         |

## Prémios
| Ano  | Prémio                              | Nomeação     | Categoria              | Resultado |
| ---- | ----------------------------------- | ------------ | ---------------------- | --------- |
| 2019 | PLAY - Prémios da Música Portuguesa | Wet Bed Gang | Melhor Grupo           | Indicado  |
| 2019 | PLAY - Prémios da Música Portuguesa | "Devia Ir"   | Vodafone Melhor Canção | Indicado  |

## Discografia

### EP
| Título          | Detalhes |
| --------------- | --- |
| Filhos do Rossi | - Lançamento: 28 de junho de 2017 (POR) - Editora discográfica: WBG Records - Músicas: Intro, Todos Olham, Essa Life É Good, Não Sinto, Kill' Em All, Pagode, Não Tens Visto, |
| IV              | - Lançamento: 21 de fevereiro de 2018 (POR) - Editora discográfica: WBG Records - Músicas: Grillz (Zizzy Jr), HotBoyz (Kroa), Voar (Gson), Chaminé (Zara G)                   |
| Stay inside     | Lançamento: 30 de abril de 2020 Músicas: Popcorn, Inveja, Hat-Trick, Farda |

### Singles
| Título                         | Ano  | Melhores posições | Certificação AFP | Álbum                                 |
| Título                         | Ano  | POR               |                  | Álbum                                 |
| ------------------------------ | ---- | ----------------- | ---------------- | ------------------------------------- |
| "Já Passa"                     | 2017 | 87                |                  | Filhos do Rossi                       |
| "Não Sinto"                    | 2017 | 33                |                  | Filhos do Rossi                       |
| "Aleluia" (with Charlie Beats) | 2017 | 21                |                  | Single não incluído em qualquer álbum |
| "Mesa 8"                       | 2018 | —                 |                  |                                       |
| "Devia Ir"                     | 2018 | 31                | Diamante         |                                       |
| "23 de Maio"                   | 2018 | —                 |                  |                                       |
| "Bairro"                       | 2019 | 1                 |                  | Ngana Zambi                           |
| "Mais Caro"                    | 2019 | 4                 |                  |                                       |
| "iNrresponsável"               | 2019 | 16                |                  | Ngana Zambi                           |

#### Como artistas secundários
| Title                                                           | Year | Peak chart positions | Album    |
| Title                                                           | Year | POR                  | Album    |
| --------------------------------------------------------------- | ---- | -------------------- | -------- |
| "Maluco" (Karetus featuring Wet Bed Gang)                       | 2017 | —                    | FDS      |
| "Young Forever" (Jimmy P featuring Wet Bed Gang & Suaveyouknow) | 2018 | —                    | Alcateia |

#### Com Zara G como artista principal
| Title                        | Ano  | Melhores posições | Álbum           |
| Title                        | Ano  | POR               | Álbum           |
| ---------------------------- | ---- | ----------------- | --------------- |
| "Não Tens Visto" (with Gson) | 2016 | 58                | Filhos do Rossi |
| "50/50" (with Giovanni)      | 2017 |                   |                 |
| "Sem Juízo" (with Michel)    | 2017 |                   |                 |
| Minha Irmã                   | 2017 |                   |                 |
| "Chaminé"                    | 2018 | 32                | IV              |

#### Com Gson como artista principal
| Título | Ano  | Melhores posições | Álbum |
| Título | Ano  | POR               | Álbum |
| ------ | ---- | ----------------- | ----- |
| "Voar" | 2018 | 58                | IV    |

| Titulo      | Ano  | Nº de musicas | Melhor posição no Spotify |
| ----------- | ---- | ------------- | ------------------------- |
| Ngana Zambi | 2021 | 17            | 1                         |